# Ганс фон Бюлов
Барон Ганс-Гві́до-Фрайгер фон Бю́лов (нім. Hans Guido Freiherr von Bülow; 8 січня 1830 ― 12 лютого 1894) ― німецький диригент, піаніст і композитор.
Народився у Дрездені. Починав вчитися у Фрідріха Віка, з 1851 вчився у Ф. Ліста. У 1857—1870 роках був чоловіком дочки Ліста Козіми, яка пізніше стала дружиною Ріхарда Вагнера.
Вів активну концертну діяльність у Німеччині та Росії. Як диригент, Ганс фон Бюлов став першим виконавцем опер «Тристан та Ізольда» (1865) «Нюрнберзькі майстерзінгери» (1869) Р. Вагнера у Мюнхенській опері. Як піаніст, вперше виконав такі твори ― сі-мінорна соната Ф. Ліста (Берлін, 1857) та Перший фортепіанний концерт П. І. Чайковського (Бостон, 1885). У 1887—1893 роках очолював Берлінський філармонічний оркестр. Викладав у консерваторіях Раффа в Гамбурзі й Фортепіанній школі Кліндворта. Останні роки життя провів у приватному пансіоні в Єгипті, куди мусив перебратися через хворобу.